# مسجد حاج شهبازخان
مسجد حاج شهبازخان کلهر، در چهارراه اجاق، کوچهٔ شهید داوود شهلایی واقع شده و از آثار دورهٔ قاجاریه است. این مسجد در سال ۱۸۱۹ میلادی (۱۲۳۵ ه.ق) به دستور حاج شهبازخان کلهر و شش برادر او که بنیانگذاران طایفهٔ حاجی‌زادگان بودند ساخته شده‌است. مکان مسجد در بیرون از کرمانشاه آن روزگار بوده‌است. این بنا سالیان دراز محل درس طلاب علوم دینی و تبلیغات مذهبی بوده و امروز نیز به عنوان مدرسهٔ علوم دینی مورد استفاده‌است.

## خاندان حاجی‌زادگان کلهر
حاجی‌زادگان خاندان حاکم و ایلخان ایل کلهر در دورهٔ قاجار بوده‌اند و پیش از آنکه داوودخان کلهر در سال ۱۸۹۱ میلادی حکومت را در این ایل به دست بگیرد، بر طبق اسناد معتبر، دو دانگ کل شهر کرماشاه و کل قلمروی کلهر را در دست داشته‌اند. این طایفه یکی از هفت برادر کلهر (منصوری، زینلخانی، کاظمخانی، گیلانی، قوچمی، ذوالفقارخان کلهر اجداد آجودانی و کله‌جوبی و طایفۀ حاجی‌زادگان) بوده‌اند که گفته می‌شود نسب طوایف ایل کلهر به آن‌ها می‌رسد.